# Villefranche-d'Allier
 Villefranche-d'Allier  là một xã ở tỉnh Allier thuộc miền trung nước Pháp.